# Шаран (река)
Шаран — река в России, протекает по Башкортостану. Устье реки находится в 175 км по правому берегу реки Сюнь. Длина реки составляет 33 км, площадь водосборного бассейна 268 км². Притоки — Шаранка и Мелеуз.

## Этимология
Название реки происходит либо от башкирского слова шар в значении «болото, болотистое место», либо от башкирского название рыбы сазан — шаран.

## Данные водного реестра
По данным государственного водного реестра России относится к Камскому бассейновому округу, водохозяйственный участок реки — Белая от города Бирск и до устья, речной подбассейн реки — Белая. Речной бассейн реки — Кама.